# Грандине (Катанцаро)
Грандине је насеље у Италији у округу Катанцаро, региону Калабрија.
Према процени из 2011. у насељу је живело 102 становника. Насеље се налази на надморској висини од 23 м.